# Valonský šíp
Valonský šíp (francouzsky La Flèche Wallonne) je jednodenní cyklistický závod konaný každý rok v dubnu ve Valonsku v Belgii.
Valonský šíp je první ze dvou belgických ardenských klasik a koná se uprostřed týdne mezi závody Amstel Gold Race a Lutych–Bastogne–Lutych. V jednu dobu se Valonský šíp a Lutych–Bastogne–Lutych konaly dva dny za sebou jako "Le Weekend Ardennais". Pouze 7 jezdců vyhrálo tyto 2 závody v jeden rok: Alejandro Valverde (2006, 2015 a 2017), Ferdinand Kübler (1951 a 1952), Stan Ockers (1955), Eddy Merckx (1972), Moreno Argentin (1991), Davide Rebellin (2004) a Philippe Gilbert (2011).

## Historie

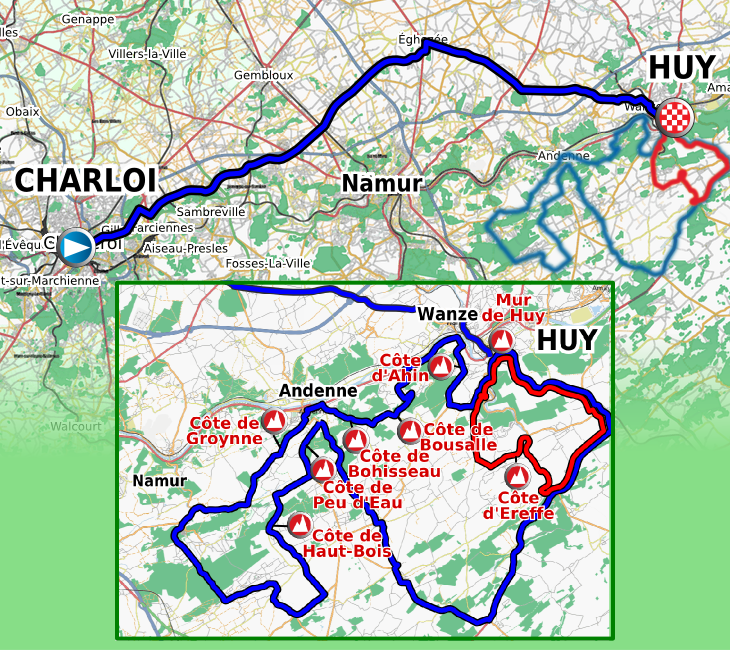
Trasa Valonského šípu 2011.

Valonský šíp byl utvořen kvůli zvednutí popularity novin Les Sports během 30. let 20. století a jeho první edice proběhla v roce 1936. Ačkoliv se neřadí mezi monumenty, nejvýznamnější cyklistické klasiky a je součástí UCI World Tour. 
Od svého založení se závod koná každý rok s výjimkou roku 1940, kde musel být závod zrušen kvůli druhé světové válce. V roce 2020 byl závod přeložen na září kvůli pandemii covidu-19.
V současnosti závod začíná ve městě Charleroi a směřuje na východ do města Huy. Tam jezdci absolvují třikrát náročný okruh zahrnující prudké stoupání Mur de Huy (česky Huyská stěna), jehož pasáže dosahují až 26% sklonu. Cílová páska se nachází na vrcholu tohoto kopce po 3. výjezdu.
Alejandro Valverde drží rekord v počtu vítězství díky svým 5 vítězstvím. Pět jezdců dokázalo Valonský šíp vyhrát 3krát, posledním z nich je Julian Alaphilippe, vítěz z let 2018, 2019 a 2021. Belgičtí jezdci dominovali počáteční edice závodu, celkem vyhráli skoro polovinu ročníků, konkrétně 38krát. Italští jezdci dokázali vyhrát 18krát a francouzští jezdci 11krát.

## Seznam vítězů
| Rok  | Země               | Jezdec                | Tým                            |
| ---- | ------------------ | --------------------- | ------------------------------ |
| 1936 | Belgie             | Philemon De Meersman  | La Française                   |
| 1937 | Belgie             | Adolphe Braeckeveldt  | Helyett                        |
| 1938 | Belgie             | Émile Masson Jr.      |                                |
| 1939 | Belgie             | Edmond Delathouwer    | Leducq–Mercier                 |
| 1940 | Nejelo se          | Nejelo se             | Nejelo se                      |
| 1941 | Belgie             | Sylvain Grysolle      | Dilecta–Wolber                 |
| 1942 | Belgie             | Karel Thijs           |                                |
| 1943 | Belgie             | Marcel Kint           | Mercier–Hutchinson             |
| 1944 | Belgie             | Marcel Kint           | Mercier–Hutchinson             |
| 1945 | Belgie             | Marcel Kint           | Mercier–Hutchinson             |
| 1946 | Belgie             | Désiré Keteleer       | Groene Leeuw                   |
| 1947 | Belgie             | Ernest Sterckx        | Alcyon–Dunlop                  |
| 1948 | Itálie             | Fermo Camellini       | Métropole                      |
| 1949 | Belgie             | Rik Van Steenbergen   | Mercier–Hutchinson             |
| 1950 | Itálie             | Fausto Coppi          | Bianchi–Ursus                  |
| 1951 | Švýcarsko          | Ferdinand Kübler      | Tebag                          |
| 1952 | Švýcarsko          | Ferdinand Kübler      | Tebag                          |
| 1953 | Belgie             | Stan Ockers           | Peugeot–Dunlop                 |
| 1954 | Belgie             | Germain Derijcke      | Alcyon–Dunlop                  |
| 1955 | Belgie             | Stan Ockers           | Elvé–Peugeot                   |
| 1956 | Belgie             | Richard van Genechten | Elvé–Peugeot                   |
| 1957 | Belgie             | Raymond Impanis       | Peugeot–BP                     |
| 1958 | Belgie             | Rik Van Steenbergen   | Elvé–Peugeot–Marvan            |
| 1959 | Belgie             | Jos Hoevenaars        | Faema                          |
| 1960 | Belgie             | Pino Cerami           | Peugeot–BP–Dunlop              |
| 1961 | Belgie             | Willy Vannitsen       | Gitane–Geminiani–Leroux–Dunlop |
| 1962 | Belgie             | Henri De Wolf         | Baratti–Milano                 |
| 1963 | Francie            | Raymond Poulidor      | Mercier–BP–Hutchinson          |
| 1964 | Belgie             | Gilbert Desmet        | Wiel's–Groene Leeuw            |
| 1965 | Itálie             | Roberto Poggiali      | Ignis                          |
| 1966 | Itálie             | Michele Dancelli      | Molteni                        |
| 1967 | Belgie             | Eddy Merckx           | Peugeot–BP–Michelin            |
| 1968 | Belgie             | Rik Van Looy          | Willem II–Gazelle              |
| 1969 | Belgie             | Jos Huysmans          | Dr. Mann–Grundig               |
| 1970 | Belgie             | Eddy Merckx           | Faema                          |
| 1971 | Belgie             | Roger De Vlaeminck    | Mars–Flandria                  |
| 1972 | Belgie             | Eddy Merckx           | Molteni                        |
| 1973 | Belgie             | André Dierickx        | Flandria–Shimano–Carpenter     |
| 1974 | Belgie             | Frans Verbeeck        | Watney–Maes                    |
| 1975 | Belgie             | André Dierickx        | Rokado                         |
| 1976 | Nizozemsko         | Joop Zoetemelk        | GAN–Mercier–Hutchinson         |
| 1977 | Itálie             | Francesco Moser       | Sanson                         |
| 1978 | Francie            | Michel Laurent        | Peugeot–Esso–Michelin          |
| 1979 | Francie            | Bernard Hinault       | Renault–Gitane–Campagnolo      |
| 1980 | Itálie             | Giuseppe Saronni      | Gis Gelati–Colnago             |
| 1981 | Belgie             | Daniel Willems        | Capri Sonne–Koga Miyata        |
| 1982 | Itálie             | Mario Beccia          | Hoonved–Bottecchia             |
| 1983 | Francie            | Bernard Hinault       | Renault–Elf–Gitane             |
| 1984 | Dánsko             | Kim Andersen          | Coop–Hoonved                   |
| 1985 | Belgie             | Claude Criquielion    | Hitachi–Splendor–Sunair        |
| 1986 | Francie            | Laurent Fignon        | Système U                      |
| 1987 | Francie            | Jean-Claude Leclercq  | Toshiba–Look                   |
| 1988 | Západní Německo    | Rolf Golz             | Superconfex–Yoko               |
| 1989 | Belgie             | Claude Criquielion    | Hitachi–Merckx–Mavic           |
| 1990 | Itálie             | Moreno Argentin       | Ariostea                       |
| 1991 | Itálie             | Moreno Argentin       | Ariostea                       |
| 1992 | Itálie             | Giorgio Furlan        | Ariostea                       |
| 1993 | Itálie             | Maurizio Fondriest    | Lampre                         |
| 1994 | Itálie             | Moreno Argentin       | Gewiss–Ballan                  |
| 1995 | Francie            | Laurent Jalabert      | ONCE                           |
| 1996 | Spojené státy      | Lance Armstrong       | Motorola                       |
| 1997 | Francie            | Laurent Jalabert      | ONCE                           |
| 1998 | Dánsko             | Bo Hamburger          | Casino–Ag2r                    |
| 1999 | Itálie             | Michele Bartoli       | Mapei–Quick-Step               |
| 2000 | Itálie             | Francesco Casagrande  | Vini Caldirola–Sidermec        |
| 2001 | Belgie             | Rik Verbrugghe        | Lotto–Adecco                   |
| 2002 | Belgie             | Mario Aerts           | Lotto–Adecco                   |
| 2003 | Španělsko          | Igor Astarloa         | Saeco Macchine per Caffè       |
| 2004 | Itálie             | Davide Rebellin       | Gerolsteiner                   |
| 2005 | Itálie             | Danilo Di Luca        | Liquigas–Bianchi               |
| 2006 | Španělsko          | Alejandro Valverde    | Caisse d'Epargne–Illes Balears |
| 2007 | Itálie             | Davide Rebellin       | Gerolsteiner                   |
| 2008 | Lucembursko        | Kim Kirchen           | Team High Road                 |
| 2009 | Itálie             | Davide Rebellin       | Diquigiovanni–Androni          |
| 2010 | Austrálie          | Cadel Evans           | BMC Racing Team                |
| 2011 | Belgie             | Philippe Gilbert      | Omega Pharma–Lotto             |
| 2012 | Španělsko          | Joaquim Rodríguez     | Team Katusha                   |
| 2013 | Španělsko          | Daniel Moreno         | Team Katusha                   |
| 2014 | Španělsko          | Alejandro Valverde    | Movistar Team                  |
| 2015 | Španělsko          | Alejandro Valverde    | Movistar Team                  |
| 2016 | Španělsko          | Alejandro Valverde    | Movistar Team                  |
| 2017 | Španělsko          | Alejandro Valverde    | Movistar Team                  |
| 2018 | Francie            | Julian Alaphilippe    | Quick-Step Floors              |
| 2019 | Francie            | Julian Alaphilippe    | Deceuninck–Quick-Step          |
| 2020 | Švýcarsko          | Marc Hirschi          | Team Sunweb                    |
| 2021 | Francie            | Julian Alaphilippe    | Deceuninck–Quick-Step          |
| 2022 | Belgie             | Dylan Teuns           | Team Bahrain Victorious        |
| 2023 | Slovinsko          | Tadej Pogačar         | UAE Team Emirates              |
| 2024 | Spojené království | Stephen Williams      | Israel–Premier Tech            |
| 2025 | Slovinsko          | Tadej Pogačar         | UAE Team Emirates XRG          |

### Vícenásobní vítězové
Jezdci psaní kurzívou jsou stále aktivní
| Vítězství | Jezdec                    | Ročníky                      |
| --------- | ------------------------- | ---------------------------- |
| 5         | Alejandro Valverde (ESP)  | 2006, 2014, 2015, 2016, 2017 |
| 3         | Marcel Kint (BEL)         | 1943, 1944, 1945             |
| 3         | Eddy Merckx (BEL)         | 1967, 1970, 1972             |
| 3         | Moreno Argentin (ITA)     | 1990, 1991, 1994             |
| 3         | Davide Rebellin (ITA)     | 2004, 2007, 2009             |
| 3         | Julian Alaphilippe (FRA)  | 2018, 2019, 2021             |
| 2         | Ferdinand Kübler (SUI)    | 1951, 1952                   |
| 2         | Stan Ockers (BEL)         | 1953, 1955                   |
| 2         | Rik Van Steenbergen (BEL) | 1949, 1958                   |
| 2         | André Dierickx (BEL)      | 1973, 1975                   |
| 2         | Bernard Hinault (FRA)     | 1979, 1983                   |
| 2         | Claude Criquielion (BEL)  | 1985, 1989                   |
| 2         | Laurent Jalabert (FRA)    | 1995, 1997                   |
| 2         | Tadej Pogačar (SLO)       | 2023, 2025                   |

### Vítězství dle zemí
| Vítězství | Země                                                                              |
| --------- | --------------------------------------------------------------------------------- |
| 39        | Belgie                                                                            |
| 18        | Itálie                                                                            |
| 11        | Francie                                                                           |
| 8         | Španělsko                                                                         |
| 3         | Švýcarsko                                                                         |
| 2         | Dánsko Slovinsko                                                                  |
| 1         | Austrálie Západní Německo Lucembursko Nizozemsko Spojené státy Spojené království |